# Форни, Алан
Алан Майкл Форни (англ. Alan Michael Forney; род. 28 июня 1960, Бьюфорт, Южная Каролина) — американский гребец, выступавший за сборную США по академической гребле в первой половине 1980-х годов. Серебряный призёр летних Олимпийских игр в Лос-Анджелесе, победитель и призёр многих регат национального значения.

## Биография
Алан Форни родился 28 июня 1960 года в городе Бьюфорт, штат Южная Каролина.
Занимался академической греблей во время учёбы в Вашингтонском университете, состоял в местной гребной команде, неоднократно принимал участие в различных студенческих регатах. Позже получил степень магистра делового администрирования в Тихоокеанском университете Сиэтла.
Дебютировал в гребле на взрослом международном уровне в сезоне 1982 года, когда вошёл в основной состав американской национальной сборной и выступил на чемпионате мира в Люцерне, где в зачёте распашных рулевых восьмёрок финишировал четвёртым.
В 1983 году в восьмёрках стартовал на мировом первенстве в Дуйсбурге — на сей раз сумел квалифицироваться лишь в утешительный финал B и расположился в итоговом протоколе соревнований на седьмой строке.
Благодаря череде удачных выступлений удостоился права защищать честь страны на домашних летних Олимпийских играх 1984 года в Лос-Анджелесе — в программе безрульных четвёрок пришёл к финишу вторым, пропустив вперёд только экипаж из Новой Зеландии, и тем самым завоевал серебряную олимпийскую медаль.
После завершения спортивной карьеры работал в банковской сфере, занимался благотворительной и общественной деятельностью.